# Warehouse 13
Warehouse 13 é uma telessérie norte-americana de drama e ficção transmitida pelo canal Syfy. Foi exibida entre 7 de Julho de 2009, até 19 de Maio de 2014, com um total de 5 temporadas.
A série tem como personagens principais os agentes Myka Bering (en:Joanne Kelly) e Pete Lattimer (Eddie McClintock) que, após salvar a vida do presidente são convidados a participar do departamento Warehouse 13, liderado pelo agente en:Artie Nielsen são responsáveis por coletar e identificar  artefatosX que pertenceram a personalidades famosas do passado. A Série destaca Artie Nielsen (Saul Rubinek), um agente especial responsável pelo Depósito 13, Leena (Genelle Williams), proprietária da pensão "bed-and-breakfast" em Univille, no estado da Dakota do Sul, que pode ler a aura das pessoas e Claudia Donovan  (Allison Scagliotti) - a partir do quarto episódio da primeira temporada  - uma especialista em hackear computadores, que atua na maioria dos episódios dentro do depósito, porém em alguns casos realiza missões externas.

## Produção
O canal de televisão Syfy encomendou um episódio piloto de 2 horas escrito pelo criador de Farscape en:Rockne S. O'Bannon, co-produtor executivo de Battlestar Galactica Jane Espenson e en:D. Brent Mote. Após este, foi encomendado mais 9 episódios de 45 minutos cada. a série estreou nos Estados Unidos em 7 de Julho de 2009 a série é filmada em Toronto no Canadá.
Atualmente está disponível para os usuários da NetFlix em versão dublada ou legendada. As temporadas 1ª e 2ª foram desativadas do NetFlix em outubro de 2014, permanece no ar até esta edição (16 de outubro de 2014) as temporadas 3ª e 4ª

## História
Como o nome sugere, houve 12 depósitos (warehouses) anteriores ao décimo terceiro e atual.
O depósto mais antigo foi o Depósito 1 que foi construído entre 336-323 A.C sob as ordens de Alexandre o Grande para guardar artefatos que eram obtidos através das campanhas de guerras. Após a morte de Alexandre o depósito foi realocado no Antigo Egito que era o império mais poderoso da época e mais preparado para salvaguarda-lo na época, nessa época foi estabelecido um grupo de pessoas conhecidos como regentes para supervisionar o depósito e atuarem como os primeiros agentes para recuperar os objetos. O Depósito 2 funcionou até a conquista romana do egito outros depositos incluem o Deposito 7 localizado no Império Mongol sob a responsabilidade de Genghis Khan Depósito 9 localizado em Constantinopla, o depósito 11 localizado na Rússia sob a Dinastia Romanove o Depósito 12 localizado no Reino Unido de 1830 a 1914. O Depósito 13 foi movido para a Dakota do Sul diferente dos outros depósitos que foram colocadas no centro de seus impérios este, foi colocado em um local para esconde-lo.
O primeiro depósito 13 foi construído em 1898, porém este foi destruído pela falta de cuidado ao alocar seguramente os artefatos. a reconstrução aconteceu em 1914 em plena I Guerra Mundial foi projetada por Thomas Edison, Nikola Tesla e M.C. Escher.

## Elenco e Personagens
- en:Eddie McClintock como en:Pete Lattimer é um agente do serviço secreto americano, foi convocado para o Depósito 13, por causa de usa habilidade de sentir vibrações boas ou ruins sobre as pessoas ou situações. Além de possuir um carisma que funciona muito bem com as mulheres[14]
- en:Joanne Kelly como en:Myka Bering uma excelente agente do serviço secreto, organizada e focada, possui uma visão detalhista e possui uma excelente memória fotográfica. Foi recrutada para o Deposito 13 após um incidente ocorrido em Denver, Colorado que acarretou na morte de seu ex-parceiro.[15]
- en:Saul Rubinek como en:Artie Nielsen um ex chefe de criptografia da Agência de Segurança Nacional norte-americana trabalha a mais de 30 anos no deposito, seu passado é obscuro, e tem personalidade um tanto excêntrica, sua função no depósito e coordenar as ações de Pete e Myka sendo assim seus chefe conhece uma quantidade enorme de artefatos e seus efeitos, a partir da segunda temporada age como um pai para  aconselhando e ensinando sobre como funciona o Depósito e seus artefatos[16]
- Alisson Scagliotti como en:Claudia Donovan uma jovem com aptidão para ciência e tecnologia, é convocada após tentar raquear o depósito para contactar Artie Nielsen, que anteriormente era professor de física de seu irmão Joshua Donovan preso em uma bolha inter-dimensional após um experimento mal-sucedido com a ajuda de Artie, Pete e Myka ela consegue libertar seu irmão, e a partir desse momento vem trabalhando no depósito, possui uma relação amistosa com todos, mas principalmente com Artie com quem passa a maior parte do tempo[17][18]
- en:C. C. H. Pounder como en:Mrs. Frederic  é uma das diretoras do serviço secreto é a chefe de Artie e guardiã do Depósito 13[19] parece ter a habilidade de se teletransportar já que em muitas cenas, a personagem simplesmente desaparece em menos de um segundo[20] sua idade é incerta mas parece ter mais de 100 anos apesar de aparentar uma aparência jovem[21]
- Jaime Murray como Helena G. Wells antagonista da segunda temporada Helena foi uma agente do depósito 12 até 1899 quando sua filha Cristina foi assassinada e após ela se vingar do assassino torturando-o e matando foi submetida ao processo de bronzeamento e foi mantida no setor do bronze junto com personalidades do passado que, se não fossem detidas se transformariam em Hitler ou Mussolini. Helena aparentemente parece ser bissexual quando em uma frase diz " A maioria de meus amantes eram homens".[22]
- Aaron Ashmore como en:Steve Jinks é um ex-agente da ATF é introduzido no primeiro episódio da terceira temporada "The New Guy",[23] onde descobre o poder da guitarra de Jimi Hendrix, após o fato é recrutado assim como todos os outros por Mrs. Frederic para iniciar como agente do Depósito como ela mesmo diz "um mundo de maravilhas sem fim".[24] Steve possui a habilidade de saber se uma pessoa está mentindo e é de grande ajuda essa habilidade, se torna melhor amigo de Claudia, quando esse revela ser homossexual.[25][26] Ao final da terceira temporada Steve é morto por Marcus Diamond (Sasha Roiz) capanga de Walter Skyes após ajudá-lo com o plano do vilão em destruir o Depsósito.[27] No segundo episódio da quarta temporada Steve é ressuscitado por Claudia com a ajuda do Metrônomo de Johann Nepomuk Mälzel.[28]

## Crossover
Warehouse 13 faz parte do universo alternativo do canal Syfy que inclui as séries Eureka e Alphas.
- o pesquisador da Global Dynamics Douglas Fargo (Neil Grayston) da série Eureka viajou para Dakota do Sul para atualizar o sistema computadorizado no episódio de Warehouse 13 "13.1". A especialista de computadores en:Claudia Donovan também viajou para Eureka no episódio "Crossing Over",[29][30] Fargo também apareceu no episódio de Warehouse 13 "Dont Hate the Player" quando en:Claudia Donovan en:Pete Lattimer e en:Myka Bering viajaram para Palo Alto, California para ajudar Fargo e seus amigos de um mundo virtual criado pelo mesmo[31][32]
- Dr. Vanessa Calder (interpretada pela atriz Lindasy Wagner) que apareceu em alguns episódios da série ("For the Team", "Buried" e "Love Sick") uma psicóloga que possui um interesse amoroso por Artie Nielsen[33] viajou para  a cidade de Fenton, Pennsylvania para investigar uma série de mortes na qual a vítima sofre uma súbita falha de orgãos no episódio da  série de televisão Alphas "Never Let me Go".[34]

## Artefatos
Na série há artefatos ligados a pessoas famosas do passado ou eventos que marcaram o mundo de alguma forma que são possuídos por poderes sobrenaturais de seu criador alguns conhecidos são o espelho de Lewis Carrol que contém uma entidade maligna chamada "Alice" que pode possuir o corpo de outras pessoas, e a caneta-tinteiro de Edgar Allan Poe que transforma o que se escreve com ela em realidade.

## Lançamentos em DVD
| DVD Name                         | Ep # | Release dates | Release dates      | Release dates | Additional features |
| DVD Name                         | Ep # | Region 1      | Region 2           | Region 4      | Additional features |
| -------------------------------- | ---- | ------------- | ------------------ | ------------- | --- |
| Warehouse 13: Primeira temporada | 12   | June 29, 2010 | June 22, 2010      | March 2, 2011 | Season 2 Sneak Peek, Deleted Scenes, Artie-Facts, Saul Searching, What's in the Shadows, Ye Olde Curiosity Shoppe, "Claudia" Feature Commentary, "Implosion" Feature Commentary, "Macpherson" Feature Commentary, Pilot Commentary with Cast And Crew, Pilot Podcast with Series Star Saul Rubinek, Gag Reel, Syfy Featurettes. |
| Warehouse 13: Segunda temporada  | 13   | June 28, 2011 | July 5, 2011       | July 4, 2012  | Deleted Scenes, Gag Reel, "Crossing Over" Eureka cross over episode, A Thrilleromedy, A Stitch in Time, Designing the Warehouse,"Time Will Tell" Commentary, "Merge With Caution" Commentary, "Reset" Commentary, Video Blogs, Photo Gallery. Does not contain season 2 episode 13 "Secret Santa".                              |
| Warehouse 13: Terceira temporada | 13   | July 10, 2012 | September 17, 2012 | —             | Of Monster and Men - 10 part animated series including exclusive chapter, season 2 episode 13 Secret Santa, Gag Reel, Guest Starring..., Love Sick, Audio commentaries on The New Guy, 3...2...1... and The 40th Floor. Does not contain season 3 episode 13 The Greatest Gift                                                  |